# 쇼타 아르벨라제
쇼타 아르벨라제(Shota Arveladze, 1973년 2월 22일 ~ )는 조지아의 전 축구 선수이자 현 축구 지도자로 현역 시절 포지션은 공격수였다.
레인저스 FC와 디나모 트빌리시, 트라브존스포르, AFC 아약스 소속으로 활약했으며 특히 레인저스에서 뛸 당시 스코틀랜드 프리미어리그 역사상 3000득점의 주인공이 되었다.
국가대표로는 61경기에 출전해 26골을 기록했다.